# Depressaria artemisiae
Depressaria artemisiae — вид лускокрилих комах родини плоских молей (Depressariidae).

## Поширення
Вид поширений в Європі та Північній Америці. Присутній у фауні України.

## Опис
Розмах крил 15-19 мм.

## Спосіб життя
Молі літають в серпні-вересні. Личинки живляться листям полина-нехвороща (Artemisia campestris). Гусениця живе у шовковому гнізді.